# Беляева, Валентина Алексеевна
Валентина Алексеевна Беляева — советский хозяйственный и государственный деятель, лауреат Государственной премии СССР за выдающиеся достижения в труде.

## Биография
Родилась в 1941 году в Ленинградской области. Член КПСС.
Окончила школу ФЗУ при фабрике имени М. М. Володарского.
В 1958—1991 годах — швея-мотористка швейного производственного объединения имени М. М. Володарского.
В десятой пятилетке выполнила десять годовых норм, одиннадцатую пятилетку завершила к 7 октября 1983 года.
За большой личный вклад в увеличение выпуска, улучшение качества, снижение себестоимости товаров народного потребления была в составе коллектива удостоена Государственной премии СССР за выдающиеся достижения в труде 1984 года.
Жила в Санкт-Петербурге.

## Награды
- Орден Трудовой Славы II степени
- Орден Трудовой Славы III степени